# Utendi wa Tambuka
L’Utendi wa Tambuka ou Utenzi wa Tambuka (qui signifie en swahili L'histoire de Tambuka, c'est-à-dire la ville de Tabuk dans l'actuelle Arabie saoudite), aussi connu sous le nom de Kyuo kya Hereḳali (Le Livre d'Héraclius), est un poème épique swahili. Daté de 1728, c'est l'un des plus vieux documents connus écrits en swahili.

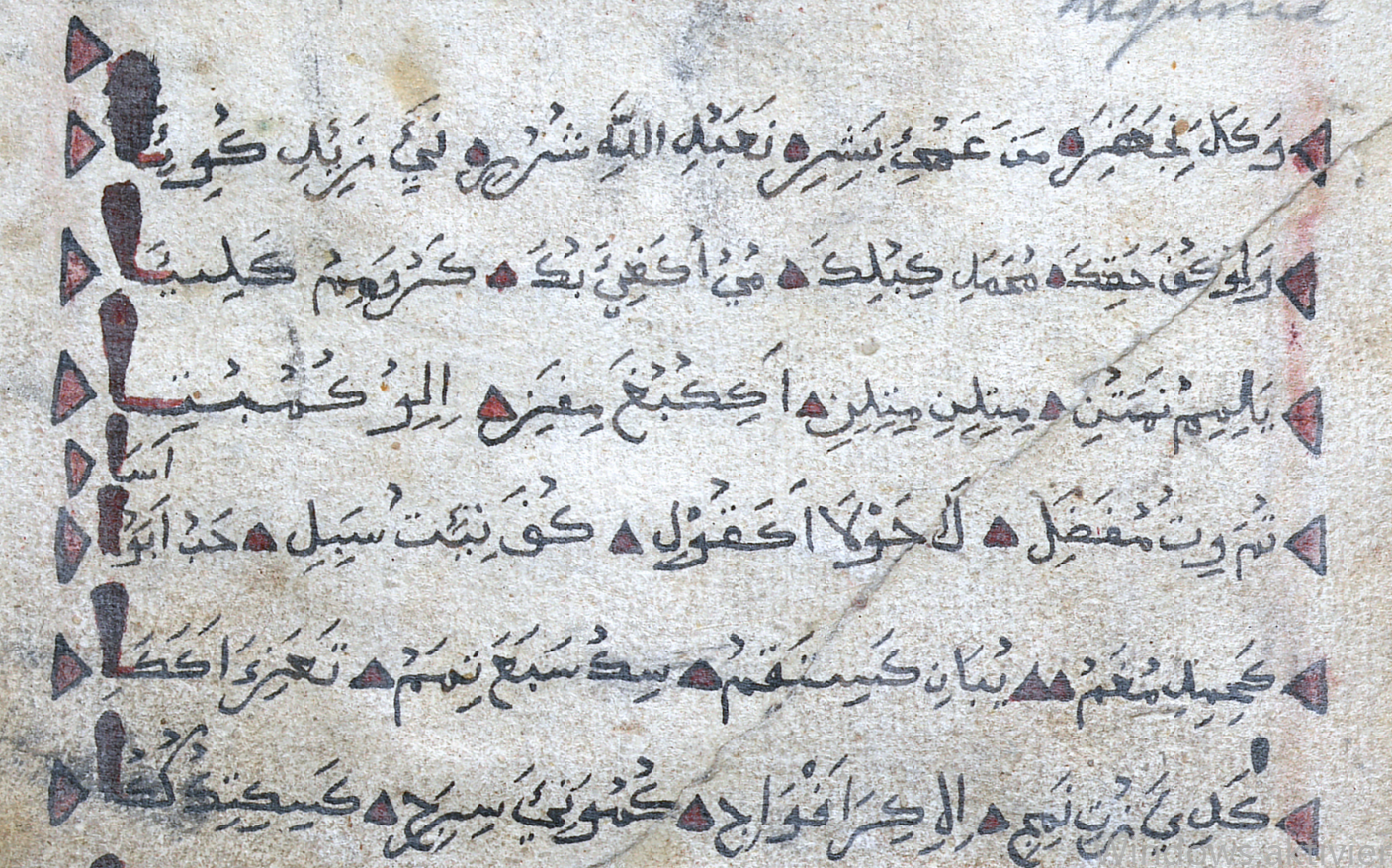
Les premières lignes d’Utenzi wa Tambuka.

## Date et contexte de composition
Le plus vieux manuscrit de l'épopée est daté de 1141 après l'Hégire selon le calendrier hégirien, soit 1728 apr. J.-C. dans le calendrier grégorien. L'épopée a été composée à Yunga, palais royal de l'île de Pate, dans l'archipel de Lamu au Kenya. Dans la strophe 1124-1125, l'auteur indique que le roi de Yung (autrement dit le roi de Pate) lui a demandé de composer une épopée relatant les exploits guerriers des premiers fidèles de Muhammad. Dans la strophe 1146, l'auteur se nomme : Mwengo, fils d'Athumani ou Osman. On ne sait pas grand-chose de plus à son sujet, sinon qu'il vivait à la cour du roi de Pate, qu'il n'était déjà plus un jeune homme en 1728 et que quelques autres poèmes lui sont attribués. Mwengo avait aussi un fils, Abu Bakr bin Mwengo, qui composa une imitation de l'épopée de son père vers le milieu du XVIIIe siècle.
Comme d'autres manuscrits en swahili écrits pendant cette période, celui de l’Utendi wa Tambuka est écrit en écriture arabe. La langue employée par Mwengo est un dialecte swahili du nord appelé le kiamu. D'autres manuscrits montrent toutefois une influence d'un autre dialecte du nord, le kigunya, tandis que d'autres encore montrent des traces du kiunguja, dialecte parlé à Zanzibar.

## Forme poétique
L’Utendi wa Tambuka est l'un des spécimens les plus connus de la forme poétique swahilie appelée l'utenzi (ou utendi). L'utenzi est un poème en vers composé de quatrains d'octosyllabes, c'est-à-dire de strophes de quatre vers, chaque vers comptant huit syllabes. Dans un utenzi, les dernières syllabes des trois premiers vers d'un quatrain riment entre elles, tandis que le quatrième vers du quatrain présente une rime différente qui reste identique pendant tout le poème et sert donc à relier entre eux les quatrains successifs qui forment le poème. La plupart des mots swahilis sont accentués sur la syllabe pénultième (c'est-à-dire l'avant-dernière), de sorte que chaque vers contient au moins un accent sur l'avant-dernière syllabe du vers. L'utenzi n'impose pas d'autres contraintes métriques dans le cadre du vers de huit syllabes. Cette forme peut être illustrée par le premier quatrain de l'épopée :

« Bisimillahi kut̠ubu

yina la Mola Wahhabu

Arraḥamani eribu

na Arraḥimu ukyowa »

Les trois premiers vers du quatrain se terminent tous par la rime -bu. La dernière syllabe du quatrième vers se termine par la voyelle a, et ce son se retrouve à la fin de chaque strophe du poème. Lors d'une lecture à haute voix, la voyelle est tenue pendant plus longtemps et porte l'emphase.

## Résumé
L'épopée relate les péripéties des guerres arabo-byzantines et des guerres turco-byzantines entre les musulmans menés d'abord par Muhammad et les Byzantins sur lesquels règne Héraclius. Elle couvre une longue période de temps allant de la bataille de Mu'tah en 629 jusqu'à la chute de Constantinople le 29 mai 1453. Elle se concentre toutefois sur l'affrontement entre Muhammad, prophète de l'islam, et l'empereur byzantin Héraclius au VIIe siècle. L'épopée adopte le point de vue de Muhammad et de ses compagnons, et les Byzantins sont appelés « Romains ».
L'épopée commence lorsque Muhammad mène pendant sept jours le deuil de trois de ses guerriers, Jaafari, Abdallah et le jeune Zaid, des compagnons tués lors de la bataille de Mu'tah. Djibril (autre nom de Gabriel dans le Qorʾān) rend alors visite à Muhammad pour lui transmettre les ordres d'Allah, à lui et à ses compagnons : il doit prendre la cité de Tabuk. Muhammad confie à Ali ibn Abi Talib la tâche de mettre par écrit les événements à venir afin qu'ils soient conservés. Muhammad envoie alors une lettre (écrite par Ali) à l'empereur byzantin Héraclius pour contester sa croyance dans le statut de fils de Dieu de Jésus. Omar ibn al-Khattâb est chargé de transmettre la lettre : il se prépare puis voyage jusqu'à Tabuk et remet la lettre au ministre d'Héraclius. Le ministre répond par la même voie en persistant dans sa foi chrétienne dont il indique que les Byzantins l'ont héritée de leurs ancêtres. La lettre est alors envoyée à Héraclius en personne, qui réside à Damas ; mais la réponse de l'empereur est également négative. Chacun de leur côté, Muhammad et Héraclius se préparent à la guerre ; des milliers de musulmans viennent se rassembler à Médine pour soutenir Muhammad. L'armée menée par Muhammad attaque Tabuk et la bataille de Tabouk est relatée en détail. L'armée de Muhammad est victorieuse. Le ministre d'Héraclius et ses associés sont faits prisonniers et se voient donner le choix entre se convertir à l'islam ou être condamnés à mort ; ils refusent de se convertir et sont passés au fil de l'épée. 
L'une des principales figures héroïques de l'épopée est Ali ibn Abi Talib, cousin de Muhammad dont il épouse la fille, Fatima ; il est notamment surnommé « Haidar », « le lion ». Un autre héros important mis en scène dans l'épopée est Omar ibn al-Khattâb, autre compagnon de Muhammad.

### Éditions et traductions du texte
- (nl) Jan Knappert, Het Epos Van Heraklios, een proeve van Swahili poëzie, Alkmaar, Druck N. J. Hofman, 1958. (Édition néerlandaise et traduction littérale.)
- (nl) Jan Knappert, Het Epos van Heraklios. Uit het Swahili vertaald in het oorspronkelijke metrum, Amsterdam, Meulenhoff, 1977. (Traduction néerlandaise respectant le mètre d'origine.)

### Études savantes
- (en) Mohammad Abou Egl, The life and works of Muhamadi Kijuma, thèse de doctorat (PhD), SOAS, Université de Londres, 1983, p. 240-242.
- (en) Jan Knappert, « The Utenzi wa Katirifu or Ghazwa ya Sesebani », dans Afrika und Übersee, 1969, LII, 3-4, p. 81-104.
- (en) Jan Knappert, A survey of Swahili islamic epic sagas, Lewiston (New York), the Edwin Mellen press, coll. Studies in Swahili language and literature, cop. 1999.
- (en) Yaganami Karta, « Wakar Tabuka, the Kayawar and Utenzi wa Tambuka: A Comparison of Three Popular African Islamic Epic Traditions », dans Annals of Borno, n°15/16, 1998/99, p. 20-27. (Hausa, kanuri, swahili.)